# Новозавидовский (городское поселение)
Посёлок Новозавидовский  — муниципальное образование со статусом городского поселения в Конаковском районе Тверской области Российской Федерации.
Административный центр — посёлок городского типа Новозавидовский.

## История
Статус и границы городского поселения установлены Законом Тверской области от 28 февраля 2005 года N 31-зо «Об установлении границ муниципальных образований, входящих в состав территории муниципального образования Тверской области "Конаковский район", и наделении их статусом городского, сельского поселения»

## Эмблема Новозавидовского
В июне 2023 года выбрана эмблема Новозавидовского - желтый утенок в солнцезащитных очках. По замыслу авторов, этот талисман символизирует объединение уникального природного мира местности, где расположено поселение, большой воды Московского моря и превосходных возможностей для отличного отдыха, поддерживаемых развивающимися рекреационными и туристическими возможностями. Эмблема используется на сувенирной продукции и для оформления городских пространств.

## Население
| 2010  | 2011  | 2012  | 2013  | 2014  | 2015  | 2016  |
| ----- | ----- | ----- | ----- | ----- | ----- | ----- |
| 7769  | ↘7755 | ↘7666 | ↘7527 | ↘7351 | ↘7239 | ↘7085 |
| 2017  | 2018  | 2019  | 2020  | 2021  |       |       |
| ↘6964 | ↘6828 | ↘6691 | ↘6539 | ↘6001 |       |       |

## Состав городского поселения
В состав муниципального образования входят 5 населённых пунктов:
| № | Населённый пункт | Тип населённого пункта | Население |
| - | ---------------- | ---------------------- | --------- |
| 1 | Лазурная         | деревня                | 120       |
| 2 | Мирный           | посёлок                | 24        |
| 3 | Новозавидовский  | пгт                    | ↘5723     |
| 4 | Селиверстово     | деревня                | 88        |
| 5 | Тешилово         | деревня                | 58        |